# Thanh Đồng
Thanh Đồng là một xã thuộc huyện Thanh Chương, tỉnh Nghệ An, Việt Nam.
Xã Thanh Đồng có diện tích 5,55 km², dân số năm 1999 là 4168 người, mật độ dân số đạt 751 người/km².